# Oedt (Traun)
Oedt ist der westlichste Stadtteil von Traun. Er hat 2653 Einwohner (Stand 2011). Im Westen und Norden grenzt Oedt an Hörsching, die südliche Grenze wird durch die Traun gebildet.

## Industriegeschichte
In Oedt wurde nach 1860 die Schafswollgespunstfabrik A. Löcker gegründet. Die Ortswahl hing mit der Wasserkraft des Mühlbaches zusammen. Das Unternehmen musste allerdings bald schließen. 1870 wurde die Fabrik als Wattefabrik wieder in Betrieb genommen und 1877 durch die Gebrüder Berl übernommen. Diese stellten nach der Modernisierung der Fabrik die Produktion 1884 auf die Herstellung von Wolldecken um. Schließlich wurden in der „Ersten oberösterreichischen Decken- und Kotzenfabrik“ Decken und Schafwoll-Loden produziert. Der Erste Weltkrieg sorgte für langfristige Aufträge durch die k.u.k. Armee. In der Folge von Engpässen bei der Kohleversorgung musste die Produktion des Unternehmens allerdings verringert werden. Nach der Auflösung Österreich-Ungarns durch die Pariser Vorortverträge fielen erhebliche Teile der Absatzgebiete des Unternehmens Biehl weg. Da die Produktionskapazitäten die Nachfrage in Österreich überstiegen, wurde das Sortiment des Unternehmens auf Tuchproduktion umgestellt. 1930 beschäftigte das Unternehmen 180 Personen. In der Folge eines ab 1933 einsetzenden Aufschwunges konnte die Zahl der Beschäftigten 1934 auf 260 erhöht werden. Die Inhaber der Fabrik, die mittlerweile den jüdischen Brüdern Abeles gehörte, wurden im 1938 Rahmen der sogenannten „Arisierung“ allerdings enteignet. Das Unternehmen konnte nach dem Zweiten Weltkrieg zunächst von einem Aufschwung profitieren, musste in den 1960er Jahren allerdings die Produktion endgültig einstellen. Auf dem Gelände des Unternehmens wird heute ein Stahlbaubetrieb geführt.

## Geographie

### Wasserschutzgebiet
Nördlich vom Wohngebiet befindet sich ein Wasserschutzgebiet, welches erst vor wenigen Jahren durch den Zukauf von Ackerflächen, welche bepflanzt wurden, vergrößert wurde, durch dieses Wasserschutzgebiet führt ein Spazierweg. 

### Auwald
Im Süden befindet sich die Au, welche die Traun begleitet und sich von dieser bis zum Industriegebiet erstreckt. Diese Au gehört zu den wichtigsten Erholungsgebieten der Stadt Traun. Entlang der Traun gibt es einen asphaltierten Radweg, welcher neben Radfahrern auch von zahlreichen Fußgängern, Joggern und Skatern benützt wird.

### Badesee
In Oedt befindet sich mit dem Oedter See ein 99.000 m² großer Badesee, der 1960 als Grundwassersee entstand. Er war von Anfang an als Badesee konzipiert. Der See ist bis zu 6 m tief. Neben dem See befinden sich ein Kinderplanschbecken und eine Wasseraufbereitungsanlage. Seit August 2004 wurden bei Untersuchungen nach den Richtlinien der EU für Badegewässer eine gute Badewasserqualität festgestellt. Zuvor hatten amtliche Untersuchungen eine bedenkliche Wasserqualität festgestellt, es waren entsprechende Aufbereitungen des Wassers notwendig.

## Wirtschaft und Infrastruktur

### Stadtteilzentrum
Im September 2003 wurde das Stadtteilzentrum Traun/Oedt eröffnet. Es befindet sich entlang der Traunerstraße nordöstlich vom Wohngebiet. Auf diesem Platz befinden sich eine Tagesheimstätte, Apotheke, Café, Supermarkt und die katholische Kirche Traun/Oedt. Gegenüber befindet sich noch eine Trafik, ein Blumenfachgeschäft, eine Bäckerei und die Raika Oedt/Traun.

### Öffentlicher Verkehr
Es gibt eine öffentliche Buslinie, die den Stadtteil mit Traun bzw. mit Linz verbindet, daneben gibt es noch einen Citybus, welcher die einzelnen Stadtteile miteinander verbindet.
Seit 2016 gibt es zusätzlich eine Straßenbahnlinie, welche die Stadt Traun mit dem Stadtzentrum LINZ verbindet (Straßenbahnlinie 4).

### Bildung
Im Stadtteil Oedt befindet sich die „Volksschule Oedt“. Sie wird als Halbinternat betrieben und verfügt über eine eigene Mensa und bietet Nachmittagsbetreuung der Kinder an. Zwischen Stadtteilzentrum und Volksschule befindet sich die Schulwiese und der Schulwald, welche Spielmöglichkeiten bieten.

## Kultur und Sehenswürdigkeiten
- Die katholische Pfarrkirche Traun-Oedt wurde 1989 geweiht.

## Sport
- ASKÖ Oedt

## Persönlichkeiten
- Engelbert Schwarzbauer (1911–1972), Theologe und Professor für Dogmatik